# 15417 Вавилон
15417 Вавилон (15417 Babylon) — астероїд головного поясу, відкритий 27 лютого 1998 року.
Тіссеранів параметр щодо Юпітера — 3,057.